# Paul Van Melle
Pour les articles homonymes, voir Paul et Van Melle.
Œuvres principales
Aller simple pour l’Anadyr ; Krishna ; Les Temps du rêve
Paul Van Melle est d'abord un poète et un éditeur belge, né le 23 janvier 1926 à Schaerbeek, commune bruxelloise de Belgique, et décédé chez lui à La Hulpe le 15 mai 2017. Il a été journaliste radio-télévision, bibliothécaire, journaliste à la pige dans plusieurs magazines, avant de fonder des revues littéraires. C'est aussi un conteur, un essayiste et un critique littéraire.

## Biographie
Paul Van Melle a fondé, avec son épouse Jacqueline de Cruyenaere, en 1985, le Groupe de réflexion et d’information littéraires (GRIL) qui organisa plus de cent spectacles, colloques et séances d'analyse de textes. Il crée en 1986 le mensuel littéraire Inédit nouveau (248 numéros en janvier 2011) et, crée aussi en 1988, les Éditions du Gril (113 volumes publiés 1985-1998). Le groupe s'est internationalisé. Collaborateur régulier ou occasionnel de nombreux magazines et revues littéraires depuis 1946. Sociétaire de l’Association des écrivains belges de langue française, il a écrit de nombreuses préfaces à des recueils de poésie. Ce critique acerbe a vécu à La Hulpe.

## Distinctions et prix littéraires
Il a obtenu :
- en 1992 : le Prix de la Toison d'or (destiné à un auteur qui consacre sa vie à la poésie),
- en 1995 : le Prix de l'éditorial, pour la revue Inédit (Amis de la poésie, Bergerac),
- en 1999 : le Grand prix de la critique poétique de la Société des poètes français.

## Extrait d'un poème
« Des visages tendus livrent regards et rides à

têtes renversées. Des bêtes lointaines feulent

et nul ne se détourne. Si l'une d'elles joue à

mordre, les épines des plantes les plus sages

se redressent et la saluent sans la blesser. Je

regarde ces paysages humains si calmes, si

rares, et ma rosée pleure sur eux sans perdre

la clarté des échanges. »

(Les temps du rêve, Éditions Chloé des Lys, 2008, p. 76.)

### Essais
- La Nouvelle Révolution libérale. Bruxelles-Louvain : Éd. Vander, 1973.
- Bakongo. Signé Jacques Valdy. Édition De Rache et La Nef de Paris, 1960.

### Roman
- Aller simple pour l’Anadyr. Signé Paul Vallène. Verviers : Éd. Marabout, 1964. Trad. néerlandaise Spionage in Siberië ; Utrecht : Éd. Bruna & Zoon, 1965.

### Contes
- La grande Hulpe. Wavre : Éd. le Publicateur, 1976.

### Poèmes
- Le Sel de la terre. Signé Joël Galtier. La Hulpe : Éd. Belgique vivante, 1951. Rééd. sous le nom de Paul Van Melle. La Hulpe : Éd. du Gril, 1987.
- Résistance, chœur parlé. Signé Joël et Lucette Galtier. Bruxelles : Éd. Belgique vivante, 1954. Rééd. sous les noms de Paul Van Melle et Lucette Grisard. La Hulpe : Éd. du Gril, 1988.
- Naître au silence. Autoéd. 1950. La Hulpe : Éd. du Gril, 1987.
- Toi ma haine. La Hulpe : Éd. du Gril, 1988.
- Krishna. La Hulpe : Éd. du Gril, 1989.
- Le défi. La Hulpe : Éd. du Gril, 1990.
- Paroles du feu, poèmes en prose. La Hulpe : Éd. du Gril, 1991.
- Alba salix. Strépy : Éd. l’Horizon Vertical, 1991.
- Prière aux vivants, poèmes en prose. La Hulpe : Éd. du Gril, 1995.
- Le Regard double, poèmes en prose. Chamarande : Éd. du Soleil Natal, 2004.
- Les Temps du rêve. Éd. Chloé des Lys, 2009.

### Théâtre
- Le Livre des vies, prose-théâtre. Aguessac : Éd. Clapàs, 1998.
- L’Aube noire, jeu radiophonique. La Hulpe :  Éd. du Gril, 1987.
- Les Dossiers du théâtre du Gril, 113 volumes. La Hulpe : Éd. du Gril, 1985-1998.

### Contributions à des ouvrages collectifs
- « Quelques ficelles de la littérature de terreur », in Conquêtes, juillet 1945.
- « Le Secret des mystères initiatiques », in Le Lionceau, juillet 1945.
- « La poésie libérée... et l'autre », in Conquêtes, septembre 1945.
- « À un dessinateur qui est en moi », in Primevère, 11-12 mai 1946.
- « D'Hérodiade à la Jeune Parque », in Ariel, 1946.
- « Apocalypse » in Les Cahiers des Jeunes Écrivains belges, 1949.
- « La Vie nouvelle », in Les Cahiers Jean Tousseul, octobre 1953.
- « Manifeste de l'aventure », in Le Thyrse, août 1955.
- « Une utopie pour un bûcher à venir », dans l'anthologie L'Arme de l'écriture, 1995.
- « Le Temps des mains », in la revue Temporel 1, 2006.
- « De la nécessité d'intercesseurs internationaux pour l'éveil d'une poésie transnationale », in la revue virtuelle Temporel 2, 2006.
- « Anne Mounic, une horrible travailleuse selon Rimbaud » in Encres vives, n° spécial Mounic, 2006.
- « Pour moi, l'écriture, c'est... » réponse à enquête in Le Non-Dit, n° 60, octobre 2003.
- « À propos du Gril », entretien avec Michel Joiret in Le Non-Dit, n° 66, avril 2005.

## Lectures-spectacles
- La Guerre picrocholine, d'après Rabelais, 1948, non représenté.
- Ulenspiegel, jeu scénique en trois actes, 1952.
- Tendre critique, montage de textes, 1985.
- Dada, montage de textes de Clément Pansaers, 1985.
- Humour à vif, montage anthologique, 1985.
- Hamour, montage anthologique, 1985.
- Gérard Prévot, montage de textes du poète, 1985.
- Le Péché d'écrire, montage de textes de Roger Kervyn, 1985.
- La Littérature d'enfance, montage anthologique, 1986.
- La Poésie dans la prose, montage de textes de Jean Muno, 1986.
- Surréel belge, montage anthologique" 1986.
- Poésie-nature, montage anthologique, 1986.
- Autopsie de Norge, montage de textes du poète, 1986.
- Wallons de Flandre, montage anthologique, 1986.
- Satchmo Goffin, montage de textes de Robert Goffin, 1986.
- Jorge Luis Borges, montage de textes du conteur, 1986.
- Marcel Hennart, montage de textes du poète, 1986.
- Dialogues des morts, montage de textes de Lucien de Samosate, 1986.
- Centro Solar, montage de poésie sud-américaine, 1987.
- Colloques, montage de dialogues d'Érasme, 1987.
- La Mélisande de Pelléas, montage de la pièce de Maeterlinck. 1987.
- Munographie, montage de l'autobiographie de Jean Muno, 1987.
- Un paradis très terrestre, montage de textes d'Armand Bernier, 1987.
- Fauché plus près du ciel, montage de textes d'Edmond Vandercammen, 1987.
- D'Enfer, montage de pièces de Michel de Ghelderode, 1987.
- À chacun selon sa vie, montage de textes de Jean Mogin, 1987.
- L'Indien de la nuit, montage de textes de Jacques Crickillon, 1987.
- La Peur noire, montage de textes de Jean Ray, 1988.
- Poésie délivrée, montage, de textes de Lucienne Desnoues, 1988.
- Lu quelque part, montage de textes d'André Baillon, 1988.
- Le Miroir subversif, montage de textes de Paul Nougé, 1988.
- L'Homme muté, montage de textes de Pierre della Faille, 1988.
- Machine manifeste, montage de textes de Georges Linze, 1988.
- Mémoires de Byzance, montage de textes de Marguerite Yourcenar, 1988.
- Reverdies dominicales, montage de textes de Max Elskamp, 1988.
- Bass-Bassina-Boulou, montage du texte de Franz Hellens, 1988.
- Une vingtième tragédie d'Euripide, montage basé sur les fragments retrouvés du tragique grec, 1989.
- Le Cloître halluciné, montage de textes d'Émile Verhaeren, 1989.
- Cachette-caché, montage de textes de Norge, 1989.
- Prométhée déchaîné, montage de textes d'Eschyle et Iwan Gilkin, 1989.
- Un coup de dés jamais n'abolira le hasard, interprétation scénique du poème de Mallarmé, 1989.
- Le Géomètre impossible, montage de textes de Jacques Sternberg, 1989.
- Romancero du sang, montage de textes de Federico Garcia Lorca, 1989.
- Dialogues du voyageur, montage de textes de Friedrich Nietzsche, 1989.
- Pâlir à ton nom, montage de textes de Marcel Thiry, 1990.
- L'Homme courage, montage de textes de Bertolt Brecht, 1990.
- Une autre Schéhérazade, montage de textes de Rose Ausländer (trad. Jacques Demaude), 1990.
- Teste, montage de textes de Paul Valéry, 1990.
- Histoire peu sainte, montage du texte de Charles Plisnier, 1990.
- Faire la vie, montage de textes de Vladimir Maïakovski, 1990.
- Tous la même peau, montage de textes de Boris Vian, 1990.
- Une saison en Rimbaud, montage de textes du poète, 1990.
- Rythmes de pleine mer, montage de textes d'André Van Hasselt, 1990.
- Tripes d'âmes, montage de pièces de Fernand Crommelynck, 1991.
- Les Liaisons vertueuses, montage de textes de Choderlos de Laclos et du marquis de Sade, 1991.
- Mon accordéon dans le vent, montage de textes de Géo Libbrecht, 1991.
- La Gondole spectre, montage de textes d'Alfred Jarry, 1991.
- Comme ils mentent, ces poètes !, montage de textes de Heinrich Heine et Gérard de Nerval, 1991.
- Les Princes Cancrelat, montage de textes d'Alexis Tolstoï et des frères Strougatski, 1991.
- Textus, montage de textes de Henry Miller, 1991.
- La Bibliothèque de sable, montage de textes de Jorge Luis Borges, 1991.
- Haïkou Zen, montage de textes japonais, 1991.
- Vers le septième ciel, montage de la mythologie des Baboma du Congo, 1992.
- Venu des étoiles, montage de textes de H. P. Lovecraft, 1992.
- L'Amour, dit-elle, montage de textes de Marguerite Duras, 1992.
- Infini dans tes mains, montage de textes de Rabindranath Tagore (trad. André Gide), 1992.
- Foutugrad, montage de textes d'Alexandre Zinoviev, 1992.
- Pour mon regretté moi-même, montage de textes de J.M.G. Le Clézio, 1992.
- Adresse à Dieu Tout-puissant, montage de textes de Robert Escarpit, 1992.
- 1493: les conquistadores, montage du Chant Général de Pablo Neruda, 1992.
- André Breton à perdre haleine, montage de textes de l'auteur, 1992.
- Yupanqui, la terre qui marche, montage de textes du poète, 1993.
- Saint Max Jacob, montage de textes du poète, 1993.
- La Grande nuit terrienne de René Char, montage de textes du poète, 1993.
- Artaud, l'absolu ou rien, montage de textes de l'auteur, 1993.
- Les Joyeux banquets d'Érasme, montage de Colloques de l'humaniste, 1993.
- L'Aventure céleste de Monsieur Tzara, montage de poèmes de l'auteur, 1993.
- Opéra Guignol, montage de textes de Jacques Prévert, 1993.
- Au théâtre des Lunes, montage de textes de Henry Abattu, 1993
- J'ai retrouvé le petit prince, montage du texte inédit de Lucette Van Melle-Grisard, emportée par un cancer en 1984, 1993.
- Simplex, montage du roman de Grimmelshausen, 1994.
- L'Ingénue vagabonde, montage de textes de Colette, 1994.
- Les Rêves de Pickwick, montage du roman de Charles Dickens, 1994.
- Histoires pas naturelles, montage de textes de Jules Renard, 1994.
- Vers Cormidor, montage du roman et de la nouvelle de Jules Gille, 1994.
- King Jazz, montage de textes de Robert Goffin, 1994.
- Ghelderode sur le gibet, montage de textes du dramaturge, 1994.
- Supervielle de la haute mer, montage de textes de l'auteur, 1994.
- O. Henry, le voleur délicat, montage de contes de l'écrivain, 1994.
- Verhaeren au carrefour des doutes, montage de textes du poète, 1995.
- Voyage en grand Michaux, montage de textes de cet auteur, 1995.
- Chavée à pierre fendre, montage de textes du poète, 1995.
- Cendrars transsibérien, montage de textes de l'écrivain, 1995.
- Marcel Mariën au large de l'humour, montage de textes de l'auteur, 1995.
- Péguy pour nous autres charnels, montage de textes de l'auteur, 1995.
- Une gerbe noire, montage de textes de Jean Ray, 1995.
- Plume solitaire éperdue, montage anthologique de cinq poètes, 1995.
- Les Précieux ridicules, montage de textes de Molière, Ionesco et Alexakis, 1996.
- Les Méfaits du théâtre, montage de textes de Tchekhov, Lorca, Lamouille et Nadaus, 1996.

### Articles et études sur Paul Van Melle
- Mousset, Claire. « Présentation de Paul Van Melle » aux Jeunes écrivains belges, février 1948.
- De Meulenaere, Michel. « Le GRIL propose une des rares revues parlées de Belgique », dans La Cité, 1985.
- De Vogelaere, Jean-Philippe. 
  - « À La Hulpe on communique », dans La Dernière Heure, 9 janvier 1986.
  - « Un GRIL diversifié pour promouvoir la littérature et la poésie », dans Le Publicateur, le 28.06.1987.
  - « Les lectures-spectacles du GRIL », dans La Dernière heure, le 3 septembre 1987 et le 9 avril 1988.
- Descamps, Pierre. « Paul Van Melle et la revue Inédit », Plein-Nord, juin 1991.
- Ristori, Antoine. « Paul Van Melle poète majeur », Les Saisons du Poème, septembre 1991.
- Moreau, Catherine. « Écrire, un plaisir partagé », dans Le Soir, 17 mars 1992.
- Devaux, Patrick. « Les équations de Paul Van Melle », dans Écritures 21, 1994.
- Klein, Liliana. « Paul Van Melle le supervivant », dans La Nouvelle Tour du Feu, 1999.
- Purnôde, Georgette. 
  - « Paul Van Melle, moissonneur de la pensée », dans La Ligue Wallonne, octobre 2000.
  - « Paul Van Melle, moissonneur de la pensée », dans Francophonie vivante, 12/2005.
- Nisolle-Glineur, Valentine. « Présentation de Paul Van Melle », dans Poésie-Partage 18, avril 2002.
- Wauthier, Jean-Luc. « Pour saluer la solitude d'un coureur de fond », dans Le Journal des Poètes, mars 2005.